# Péndulo de Kater

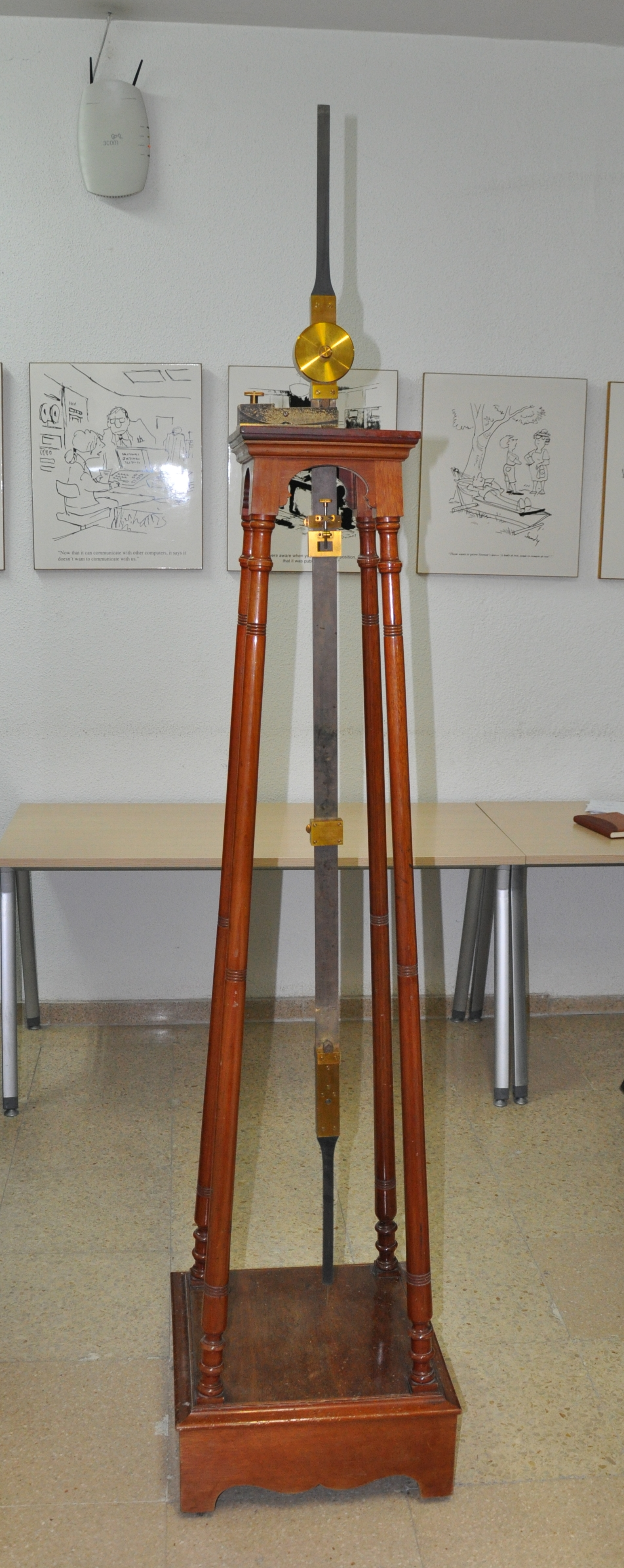
Figura 1: Péndulo de Kater Universidad Politécnica de Madrid.

El péndulo de Kater es un péndulo reversible ideado por el capitán de la armada británica Henry Kater en 1817 como un gravímetro destinado a medir la aceleración de la gravedad local. Su ventaja, con respecto a anteriores métodos gravimétricos de tipo pendular se basa en que para la medida de la aceleración de la gravedad g, no es necesario determinar ni el centro de gravedad ni el centro de oscilación del péndulo y, sin embargo, permite obtener ya una adecuada precisión para la medida de g. En este artículo daremos unos resultados para la aceleración de la gravedad en Madrid con un Péndulo de Kater docente que permite obtener hasta dos cifras significativas correctas.
Durante poco más de una centuria, hasta la década de 1930, el péndulo de Kater, y sus sucesivas mejoras, constituyó el método estándar para la medida de la intensidad del campo gravitatorio en las prospecciones geodésicas. En la actualidad es utilizado para demostraciones docentes de los principios del péndulo. Su movimiento permite analizar la noción más básica de oscilación tanto armónica como amortiguada o forzada.
El péndulo de Kater surgió por la necesidad de realizar medidas gravimétricas precisas que permitiesen un buen conocimiento del terreno (muy útil en cartografía, topografía y prospección minera). Básicamente consistía en un péndulo físico o compuesto. Constaba de dos cuchillas enfrentadas que servían como ejes alternativos de suspensión (O y O’) y dos masas desplazables a lo largo de una varilla. La principal ventaja de este péndulo, para medir la gravedad, comparada con la de un péndulo físico de la época es que no era necesario conocer previamente a su medida el centro de masas del mismo. Bastaba con encontrar para qué disposición de las masas desplazables, los períodos de oscilación en ambas cuchillas (O y O’) se igualaban aproximadamente.
Hoy en día la medición de la gravedad sobre la superficie de la tierra se realiza por medio de acelerómetros absolutos o de caída libre de una masa testigo y relativos o de muelle metálico que hacen oscilar una masa.

## Historia

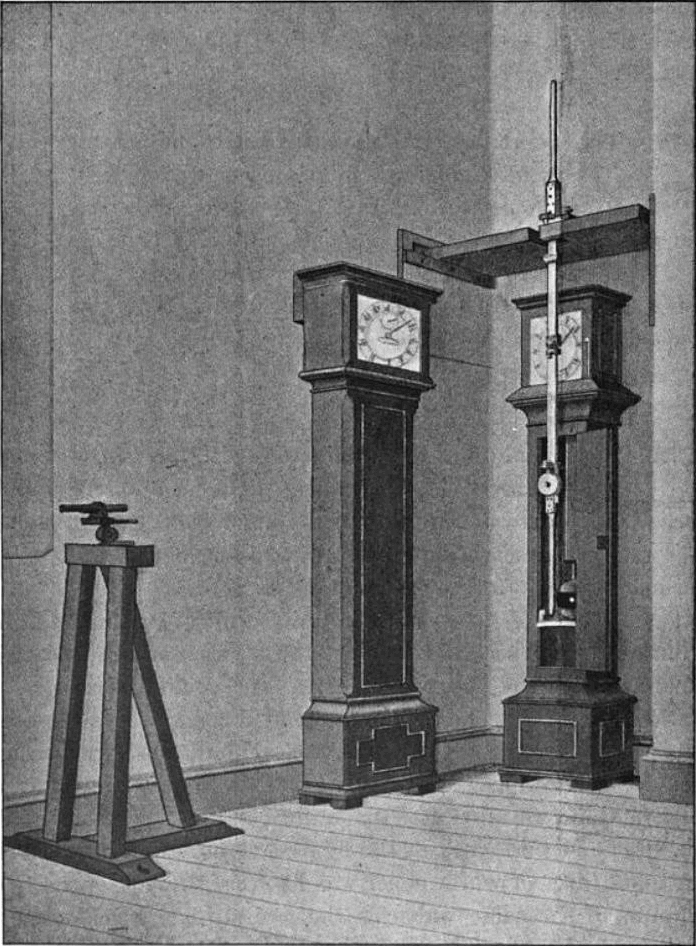
Péndulo de Kater original (tomado de una publicación de Kater de 1818).

Kater fue un físico y militar inglés que había participado en el Gran Proyecto de Topografía Trigonométrica, que comenzó en 1802. Pero resaltó por sus numerosas investigaciones científicas llevadas a cabo para mejorar la precisión de los sistemas de medición, innovaciones en el terreno de la astronomía y como máximo exponente la invención del péndulo reversible que lleva su nombre.

### Origen del péndulo de Kater
El péndulo de Kater responde a un encargo de la Royal Society a Henry Kater.
El citado encargo consistió en determinar la longitud de un péndulo de segundos (péndulo cuyo periodo es de dos segundos, un segundo para oscilar en un sentido y otro segundo para la oscilación de retorno).
El péndulo original estaba formado por una barra metálica rígida provista de dos cuchillas, con sus bordes enfrentados.
Las cuchillas, apoyadas por sus bordes sobre un soporte rígido y robusto, sirven de ejes de suspensión. Consta también de dos discos metálicos que pueden desplazarse a lo largo de la barra del péndulo. El disco de menor masa está situado en uno de los extremos de la barra, fuera de la zona de las cuchillas; el otro disco más pesado, está colocado entre ellas. De esta forma, se obtendrán dos periodos de oscilación según la cuchilla que se utilice como eje de suspensión. Normalmente el disco de mayor masa se mantiene fijo, mientras que el disco de menor masa se va desplazando hasta que los dos periodos de coincidan (figura 1).
Kater determinó la longitud de la varilla y las masas de los discos en función del valor de la aceleración de la gravedad que se conocía en Londres.
El péndulo puede usarse para determinar la aceleración de la gravedad con gran precisión en un punto concreto de la superficie terrestre conociendo la longitud de la varilla. Como la Tierra no es una esfera perfecta, no tiene una densidad homogénea y se encuentra en rotación, la aceleración de la gravedad varía de unos puntos a otros de la superficie terrestre.
A raíz de este experimento, Kater y otros investigadores calcularon la gravedad local en diferentes regiones del mundo, como lo hicieron otros países, lo que les permitió comprender mejor la geometría y estructura de la Tierra.
Los resultados obtenidos con el péndulo de Kater en la medida de la aceleración de la gravedad sirven, entre otras cosas, para estudiar las formaciones geológicas y facilitar la búsqueda de minerales.

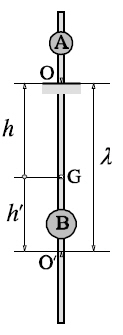
Péndulo de Kater (esquema).

### Investigaciones paralelas
Kater fue uno de los científicos europeos que contribuyeron al desarrollo de la gravimetría. Otro investigador notable en este campo fue Friedrich W. Bessel, matemático y astrónomo alemán, que simplificó el método de Kater para la obtención de la aceleración de la gravedad. De acuerdo con el método de Bessel no era necesario que los períodos de oscilación T y T′ fueran iguales, sino tan solo que hubiese una pequeña diferencia entre ambos como demostró matemáticamente a partir de una de las expresiones del péndulo compuesto. En España, los primeros trabajos reconocidos por la Asociación Internacional de Geodesia fueron los realizados por Joaquín María Barraquer y Rovira. Para ellos empleó un péndulo de Repsold que se construyó basándose en los cálculos de Bessel. Barraquer realizó las primeras medidas en los antiguos locales del Instituto Geográfico y Estadístico de la calle Jorge Juan número 8 de Madrid durante el año 1877. A éstas siguieron las realizadas en la biblioteca del Observatorio Astronómico de Madrid en los años 1882 y 1883, empleando para ello esta vez dos aparatos de péndulo de Bessel fabricados por Repsold, uno grande y otro pequeño. La determinación de la longitud del péndulo matemático fue certificada por el BIPM (Bureau International des poids et mesures) de Sèvres, París. Así se obtuvo el primer valor absoluto de la gravedad en Madrid con un error de 1,6 miligales. Este valor fue de g= 9.800156 ± 0.000016 ms-2.

## Fundamento teórico

### Péndulo físico
El péndulo físico es un sólido en rotación alrededor de un eje fijo horizontal, que oscila, por tanto, sobre un plano vertical. Cuando se separa un ángulo θ de la posición de equilibrio y se suelta, sobre el sólido actúa el momento del peso mg, que tiene signo contrario al desplazamiento.
La ecuación de la dinámica de rotación es la siguiente:

(1){\displaystyle I_{0}\ \alpha \ =-mgh\operatorname {sen} \theta \,}

| Símbolo                 | Nombre |
| ----------------------- | --- |
| {\displaystyle I_{0}}   | Momento de inercia del cuerpo respecto del eje de rotación que pasa por O                                   |
| {\displaystyle \alpha } | Aceleración angular                                                                                         |
| {\displaystyle h}       | Distancia desde el centro de masas c.d.m. al centro de oscilación O, como se puede apreciar en la Figura 2. |

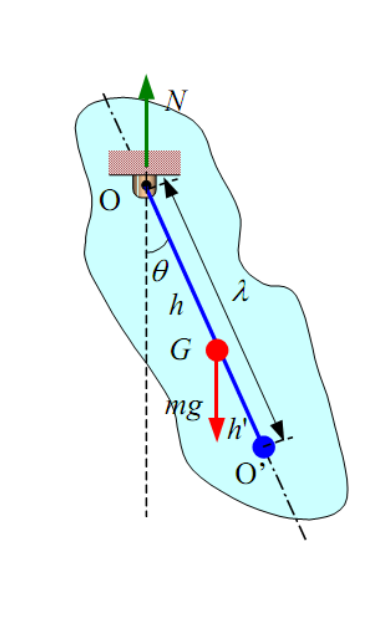
Figura 2: Péndulo físico

La ecuación (1) expresada en forma de ecuación diferencial es equivalente a la siguiente:

(2){\displaystyle {d^{2}\theta  \over dt^{2}}+{mgh \over I_{0}}\operatorname {sen} \theta =0\,}

Si la amplitud del ángulo θ es pequeña, podemos aproximar el seno del ángulo al ángulo medido en radianes, i.e., senθ≈θ. La ecuación diferencial se escribe entonces:

(3){\displaystyle {d^{2}\theta  \over dt^{2}}+{mgh \over I_{0}}\theta =0\,}

Que corresponde a la ecuación diferencial de un M.A.S. de frecuencia angular ω y periodo T:

(4){\displaystyle w^{2}={mgh \over I_{0}}\,}

(5){\displaystyle T=2\pi {\sqrt {I_{0} \over Mgh}}\qquad \,}

Por el Teorema de Steiner:

(6){\displaystyle {{I_{0}}={I_{c}}+{mh^{2}}={mK^{2}}+{mh^{2}}}\,}

| Símbolo               | Nombre                                                                                           |
| --------------------- | ------------------------------------------------------------------------------------------------ |
| {\displaystyle I_{c}} | Momento de inercia respecto a un eje que pasa por el c.d.m.                                      |
| {\displaystyle K}     | Radio de giro con respecto a un eje paralelo al de suspensión que pase por el c.d.m. del péndulo |

Sustituyendo el valor de I0 en la ecuación [5] obtenemos el periodo para el péndulo físico:

(7){\displaystyle T=2\pi {\sqrt {K^{2}+h^{2} \over gh}}\qquad \,}

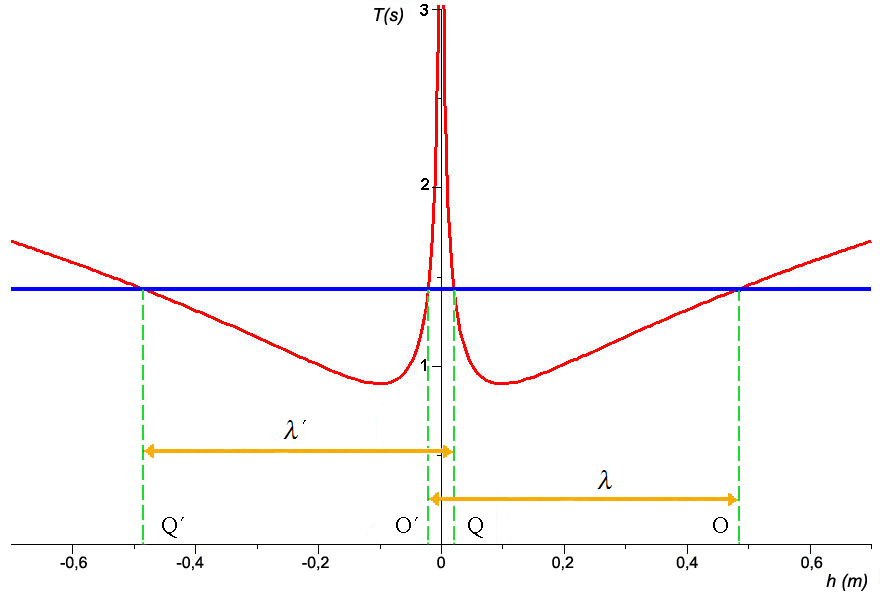
Figura 3.1: Curva de doble rama, T(h), con la longitud equivalente (λ, λ'). Se toma como origen el centro de masas.

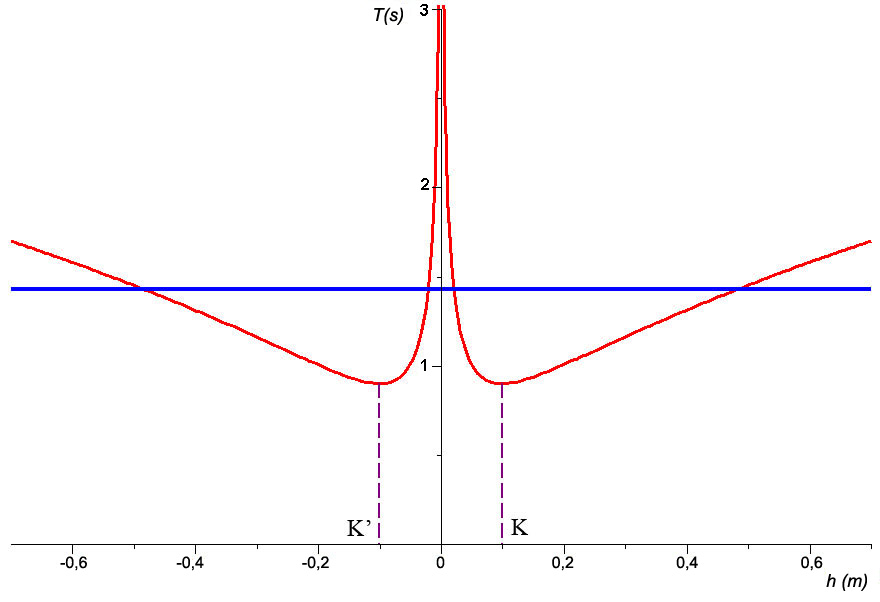
Figura 3.2: Curva de doble rama, T(h), con el radio de giro (K, K). Se toma como origen el centro de masas.

Cuando se representa T en función de h, obtenemos una curva con dos ramas simétricas con respecto a la posición de centro de masas como podemos observar en las Figuras 3.1 y 3.2. En ellas se puede apreciar además que existen hasta cuatro posiciones del péndulo con igual periodo como se justificará más adelante. Esta propiedad se usará para determinar la llamada longitud equivalente l del péndulo.
El periodo alcanza un valor infinito para h =0, es decir, cuando coincide el centro de masas con el centro de oscilación O. La curva presenta un mínimo para un cierto valor de h que se puede calcular derivando T respecto de h e igualando a cero.

(8){\displaystyle {dT^{2} \over dh}=4\pi ^{2}{2gh^{2}-(K^{2}+h^{2})g \over g^{2}h^{2}}=0\,}

(9){\displaystyle h_{m}=K\,}

(10){\displaystyle T_{m}=2\pi {\sqrt {2K \over g}}\,}

La posición del mínimo K, corresponde al radio de giro del péndulo. Como se puede ver en la figura 3.2 hay dos mínimos uno en K y otro en K' correspondiendo a h>0 y h<0 respectivamente.
En las dos gráficas de la figura 3 se puede comprobar la propiedad del péndulo físico como péndulo reversible: dado un valor de T se obtienen dos valores con h>0 y otros dos con h<0, que hacen que el péndulo físico oscile con dicho periodo. Para ello basta con elevar al cuadrado y agrupar en un solo miembro las ecuaciones anteriores obteniendo una ecuación de segundo grado con h como incógnita:

(11){\displaystyle h^{2}-{T^{2}g \over 4\pi ^{2}}h+K^{2}=0\,}

De las propiedades de las soluciones de la ecuación de segundo grado:

(12){\displaystyle h+h'={T^{2}g \over 4\pi ^{2}}\,}

(13){\displaystyle h\cdot h'=K^{2}\,}

Midiendo en la gráfica h y h’ para un valor dado de T, se obtiene el valor de la aceleración de gravedad g a partir de la ecuación [12]. También se puede obtener el momento de inercia del péndulo {\displaystyle I_{c}=mK^{2}} compuesto respecto a un eje que pasa por el centro de masas, una vez realizadas las medidas y calculado el centro de masas ecuación [6].
Si se compara la expresión del periodo del péndulo físico, con la equivalente del péndulo simple:

(14){\displaystyle T=2\pi {\sqrt {K^{2}+h^{2} \over gh}}\qquad T=2\pi {\sqrt {l \over g}}\qquad \,}

se puede obtener un periodo equivalente de un péndulo simple de longitud λ:

(15){\displaystyle \lambda ={K^{2}+h^{2} \over h}={I_{o} \over mh}\,}

A este resultado se le da el nombre de “longitud de péndulo simple equivalente”.

### Péndulo reversible
Como se ha aclarado en el párrafo anterior, el fundamento del péndulo reversible es el del péndulo físico que se caracteriza por tener varias soluciones de la distancia h al centro de masas que presentan el mismo periodo (figuras 3.1 y 3.2; ecuación 14). En la práctica significa, que se puede hacer oscilar al péndulo en torno a dos ejes paralelos situados a ambos lados respecto del centro de masas.
El centro de suspensión (O) es el punto de corte del eje de giro con el sólido que oscila. Y el punto que se halla a una distancia λ = (h +h’) se denomina centro de oscilación (O’). Si ahora hacemos pasar un eje de rotación paralelo al original por O’; O pasara a ser el centro de oscilación. Como ambos puntos son intercambiables reciben el nombre de puntos conjugados.
Todo lo anterior se ve englobado por el Teorema de Huygens que enuncia: «La longitud reducida de un péndulo físico no varía cuando el centro de oscilación O’ pasa a ser centro de suspensión (O), pues ambos puntos permutan entre sí sus papeles. El período del péndulo será el mismo en ambos casos».

### Péndulo de Kater
Es un tipo concreto de péndulo físico o compuesto cuyo aspecto clásico es el que muestra la figura 1 y el vídeo 1. En la figura 4 puede verse un dibujo esquemático del péndulo de Kater utilizado en la medida experimental de la aceleración de la gravedad de esta aplicación.
Básicamente, el péndulo de Kater consta de: una barra rígida a la que se le unen dos cuchillas (O y O’) y dos masas (m y m’). Una de las cuchillas se apoya sobre un soporte que hace de centro de suspensión, mientras que la otra se deja libre haciendo el papel de centro de oscilación.

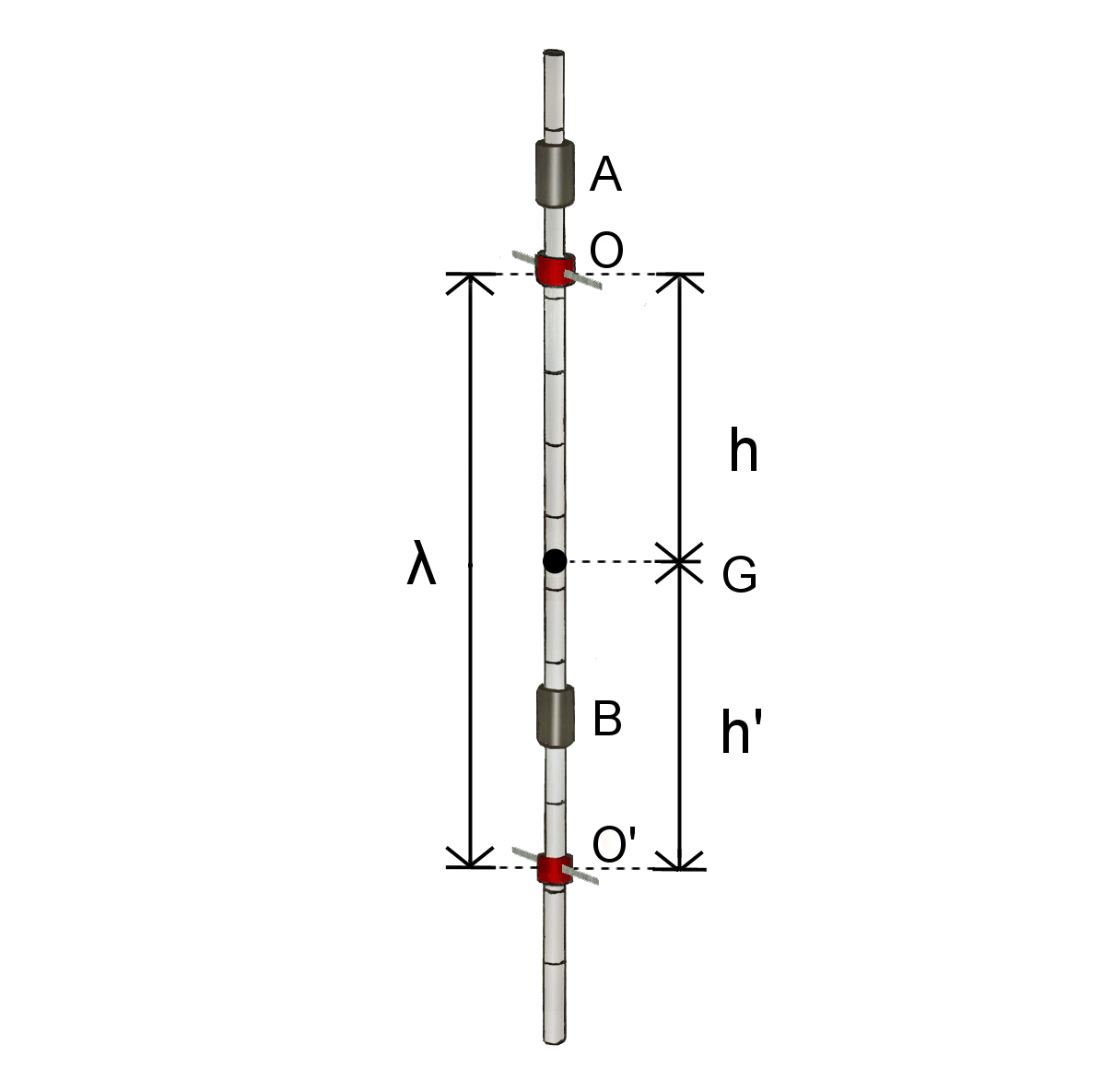
Figura 4: Péndulo de Kater

Desplazando la pesa exterior (A) se puede llegar a una disposición de los elementos en la que se obtiene igualdad de periodos. En esta situación donde se igualan los periodos, O y O’ son puntos conjugados.
Friedrich Bessel demostró que, para la determinación exacta del valor de g no es necesario el lento proceso que conduce a la igualación de los periodos de oscilación, T y T′, de manera muy precisa. Es suficiente
que sean aproximadamente iguales, i.e., que la diferencia T-T′ sea muy pequeña. El procedimiento se conoce como "Método de Bessel para la medida de la aceleración de la gravedad g".
En efecto, a partir de una de las expresiones del periodo del péndulo compuesto, ecuación [7],

(16){\displaystyle T=2\pi {\sqrt {{h^{2}+K^{2}} \over gh}}\qquad \qquad }

y recordando que K el radio de giro con respecto a un eje paralelo al de suspensión que pase por el centro de gravedad G del péndulo y h  la distancia OG, podemos obtener:

(17){\displaystyle {ghT^{2} \over 4\pi ^{2}}=h^{2}+K^{2}\qquad {\text{y}}\qquad {gh'T'^{2} \over 4\pi ^{2}}=h'^{2}+K^{2}\qquad \qquad }

de modo que, restando miembro a miembro, tenemos:
{\displaystyle g{hT^{2}-h'T'^{2} \over 4\pi ^{2}}=h^{2}-h'^{2}}
de donde

(18){\displaystyle {4\pi ^{2} \over g}={hT^{2}-h'T'^{2} \over h^{2}-h'^{2}}={T^{2}+T'^{2} \over 2(h+h')}+{T^{2}-T'^{2} \over 2(h-h')}\qquad \qquad }

Entonces, si el centro de gravedad (G) del péndulo se encuentra más cerca de una cuchilla que de la otra, la diferencia (h-h′) no es pequeña y, puesto que T es aproximadamente igual a T′, el segundo término de la expresión anterior será despreciable en comparación con el primero, por lo que el valor de g puede obtenerse mediante la fórmula:

(19){\displaystyle g=8\pi ^{2}{h+h' \over T^{2}+T'^{2}}\qquad \qquad }